# Esmeralda (Kuba)
Koordinaten: 21° 51′ N, 78° 7′ W
Esmeralda ist ein Municipio und eine Stadt in der kubanischen Provinz Camagüey. Gegliedert ist sie in die Barrios Caonao, Guanaja, Jaronú, Quemado und Tabor. 
Die örtliche Wirtschaft basiert vor allem auf dem Anbau von Zuckerrohr, Kokosnüssen, Ananas, Orangen und Tabak.
Cayo Romano, eine der Inseln der Jardines del Rey, befindet sich nördlich von Esmeralda. Sie ist über die Bucht von la Jiguey (Bahia de Jiguey) zu erreichen.

## Demographie
2004 zählte die Gemeinde Esmeralda 29.953 Einwohner. Mit einer Gesamtfläche von 1480 km²  besitzt die Stadt eine Bevölkerungsdichte von 1230 Einwohner/km².